# 纸行路

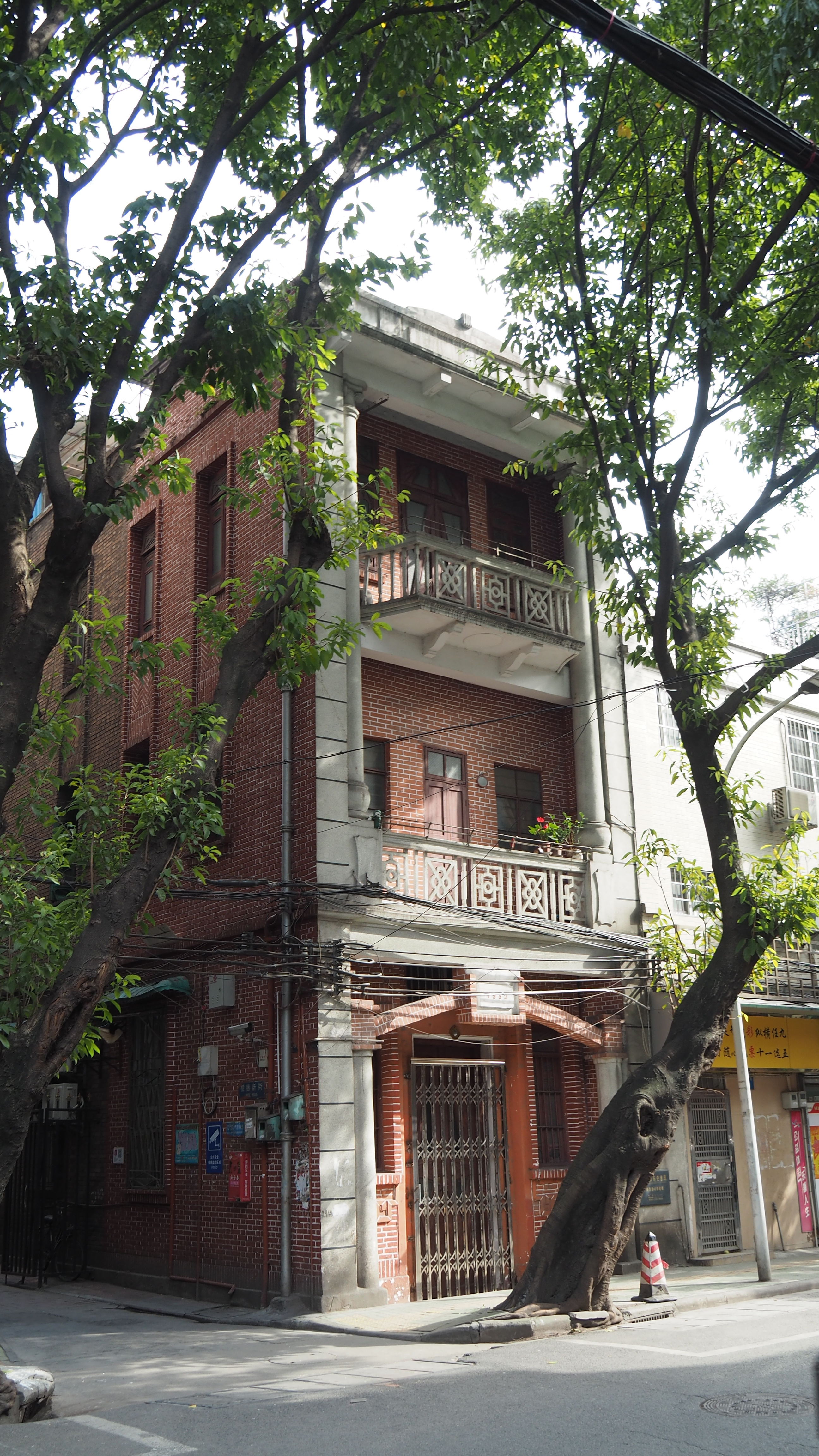
位於路內門牌42號的民居，富有特色，是廣州市歷史建築

紙行路是廣東省廣州市越秀區的一條南北走向的道路，位於光孝路以南，詩書路以北。全長499米，寬9米。

## 歷史
紙行街，古時屬於廣州的蕃坊的一部分，以經營紙業出名，紙行林立，故名。1932年，市政府擴建紙行街及南段的木牌坊，成紙行路。文化大革命時期，紙行路與詩書路被命名為紅書中路，1982年復名。

## 讀音
紙行路
- 粵語：zi2-hong4-lou6
- 普通話：zhǐ-háng-lù

## 道路旁著名建築
由北往南排列
- 紙行路小學
- 廣州市第二十四中學

## 與之交匯道路
道路顺序由北往南排列
- 中山六路
- 光塔路
- 惠福西路

## 公共交通
- 广州地铁1号线西門口站

均在鄰近紙行路位置設有出口。